# Polygala wattersii
Polygala wattersii är en jungfrulinsväxtart som beskrevs av Henry Fletcher Hance. Polygala wattersii ingår i släktet jungfrulinssläktet, och familjen jungfrulinsväxter. Inga underarter finns listade i Catalogue of Life.